# Henryk Vogt
Henryk Vogt (ur. 2 grudnia 1912 w Krasnodarze, zm. 29 października 1992) – polski działacz partyjny i państwowy, inżynier, podsekretarz stanu w Ministerstwie Budownictwa i Przemysłu Materiałów Budowlanych (1975–1979).

## Życiorys
Syn Bolesława i Anny. W 1936 ukończył Państwową Szkołę Techniczno-Przemysłową w Łodzi jako technik mechanik, następnie do 1939 był konstruktorem narzędzi w Tomaszowskiej Fabryce Sztucznego Jedwabiu. Po wybuchu II wojny światowej do listopada 1939 wraz z wojskiem wycofywał się do Równego. W marcu 1940 trafił do Francji, gdzie pracował jako konstruktor w zakładach zbrojeniowych i przy budowie fabryki zapalników artyleryjskich. Przebywał w obozie koncentracyjnym w hiszpańskim Miranda del Ebro. Pomiędzy 1943 a 1946 należał do Polskiej Marynarki Wojennej w Wielkiej Brytanii. Pełnił służbę na okrętach ORP Conrad i ORP Dragon. Po wojnie studiował korespondencyjnie w British Institute of Engineering Technology, w maju 1946 powrócił do Polski. Wkrótce później uzyskał tytuł inżyniera.
Pomiędzy 1946 a 1950 pracował ponownie Tomaszowskiej Fabryce Sztucznego Jedwabiu, następnie jako dyrektor techniczny Zjednoczenia Włókien Sztucznych w Łodzi i dyrektor naczelny Państwowej Fabryki Sztucznego Jedwabiu Nr 4 Szczecin-Żydowce. Od 1950 do 1954 naczelny i generalny projektant w Jeleniogórskich Zakładach Celulozy i Włókien Sztucznych „Celwiskoza”, następnie kierownik inwestycji w  Wytwórni Kauczuku Syntetycznego w Zakładach Chemicznych „Oświęcim” (1954–1955), p.o. dyrektora inwestycji w Chodakowskich Zakładach Włókien Sztucznych „Chemitex” (1955–1956) oraz główny koordynator budownictwa przemysłowego, naczelny inżynier i dyrektor w Oświęcimskim Przedsiębiorstwie Budowlanym w Oświęcimiu (1956–1960). Zajmował stanowisko dyrektora naczelnego Przedsiębiorstwa Przemysłowego Budowy Huty im. Lenina w Krakowie (1960–1968), głównego specjalisty dla zagadnień budowy Huty im. Bolesława Bieruta w Zjednoczeniu Budownictwa Hutniczego w Katowicach oraz wicedyrektora ds. budowy huty i kierownika rozruchu technologicznego walcowni blach grubych w Częstochowskim Przedsiębiorstwie Budownictwa Przemysłowego w Częstochowie.
W 1946 wstąpił do Polskiej Partii Robotniczej, wraz z nią dołączył w 1948 do Polskiej Zjednoczonej Partii Robotniczej. W 1973 został pełnomocnikiem ds. budowy Huty Katowice w Ministerstwie Budownictwa i Przemysłu Materiałów Budowlanych. Od lutego 1975 do listopada 1979 był podsekretarzem stanu w tym resorcie.
Zawarł związek małżeński z poetką Izabelą Vogtową.

## Odznaczenia
- Złoty Medal „Za zasługi dla obronności kraju” (1976)[5]